# Mount Watters
Mount Watters ist ein massiger, 2121 m hoher Berg im ostantarktischen Viktorialand. In den Allan Hills liegt er westlich des Scythian Nunatak.
Erkundet wurde er 1964 von einer Mannschaft, die im Rahmen des New Zealand Antarctic Research Program in den Allan Hills tätig war. Namensgeber ist der Geologe William A. Watters, ein Mitglied dieser Mannschaft.